# 紳士幻想曲
《紳士幻想曲》（西班牙語：Fantasía para un gentilhombre）是西班牙作曲家華金·羅德里戈（Joaquín Rodrigo）為古典吉他與管弦樂團所作的吉他名曲。此曲是羅德里戈繼《阿蘭惠斯協奏曲》之後第二受歡迎的作品。

## 簡介
此曲是羅德里戈應吉他大師安德烈斯·塞戈維亞（Andrés Segovia）的請求，寫作於1954年，並題獻給塞戈維亞。首演於1958年3月舊金山歌劇院，塞戈維亞親自擔任吉他獨奏部分。
羅德里戈創作此曲的靈感，來自於他有一次聽到妻子以鋼琴演奏加斯帕·桑斯（Gaspar Sanz）的作品。桑斯是17世紀的巴洛克時期作曲家，羅德里戈依據1674年出版的一本桑斯的曲集中為吉他獨奏所寫的六首短的舞曲，加以改編及擴充成四個樂章的《紳士幻想曲》。至於曲名中的「紳士」所指為何，羅德里戈說：「你把他想像成桑斯或是塞戈維亞都可以。」